# O Brother, Where Art Thou?
O Brother, Where Art Thou? (en España, O Brother!; en Hispanoamérica, ¿Dónde estás, hermano?) es una película cómica y aventuras estadounidense del año 2000 escrita, producida, dirigida y montada por los hermanos Coen. Está protagonizada por George Clooney, John Turturro y Tim Blake Nelson como tres reclusos que escapan de prisión para recuperar 1,2 millones de dólares que uno de ellos encontró y enterró antes de su encarcelación. Ambientada en la Misisipi rural en 1937 durante la Gran Depresión, la trama del filme es una sátira moderna basada en la Odisea de Homero. La banda sonora ganó un Grammy en el año 2001.

## Argumento
O Brother, Where Art Thou? cuenta la historia de tres convictos recién escapados. Ulysses Everett McGill, conocido como Everett (George Clooney); Pete (John Turturro); y Delmar O’Donnell (Tim Blake Nelson) escapan de un grupo de prisioneros para recuperar 1.2 millones de dólares que Everett dice haber robado de un auto blindado y enterrado antes de su encarcelación. Tienen sólo cuatro días para encontrarlo antes de que el valle en el que está enterrado sea inundado para crear el lago Arkabutla como parte de un nuevo proyecto hidroeléctrico. Al iniciar su huida, se encuentran a un ciego viajando en una dresina. Suben a la dresina y él predice sus futuros de manera similar al oráculo en la Odisea de Homero.
El grupo comienza la búsqueda del tesoro, y cuando se encuentran con una congregación cerca de un río, Pete y Delmar se bautizan. Conforme el viaje continúa, se encuentran con un joven guitarrista llamado Tommy Johnson, interpretado por el músico de blues Chris Thomas King. Cuando le preguntan por qué estaba parado en medio de la nada, les revela que vendió su alma al Diablo a cambio de la habilidad para tocar la guitarra. Este encuentro plasma un elemento del folklore del Sur de Estados Unidos al introducir la leyenda creada en torno a Robert Johnson.
Los cuatro graban «Man of Constant Sorrow» en una estación de radio, haciéndose llamar «The Soggy Bottom Boys» («Los Traseros Mojados», en la traducción en castellano). Aunque inicialmente grabaron la canción para conseguir dinero fácil, más tarde se vuelve famosa en todo el estado. El trío se separa de Tommy después de que su auto es descubierto por policías, y continúan sus aventuras por su cuenta. Entre los varios encuentros que tienen, los más notables son un viaje en auto y un robo a un banco con George Nelson, otro con tres sirenas, quienes seducen al grupo y los hipnotizan hasta dormirlos (usando una técnica similar a la de la Odisea) antes de convertir (aparentemente) a Pete en un sapo, y un asalto por parte de un vendedor de Biblias tuerto llamado Big Dan Teague.
A largo del desarrollo de la trama se perfilan personajes que evocan a los de la Odisea, como Dan Teagle (John Goodman), tuerto, vendedor de Biblias, remedo del cíclope; su esposa, Penny (Penélope) a la que el héroe busca y, finalmente, encuentra; o las tres sirenas que apartan a Odiseo y a sus compañeros del camino de regreso cautivándoles y convirtiéndoles en animales. 
Everett más tarde descubre que su esposa se está a punto de casar con otro hombre y que además ella le miente a sus hijas sobre el destino de su padre, diciéndoles que él fue arrollado por un tren. Ulysses se molesta y manifiesta su desconfianza y odio por las mujeres.
Para intentar acercarse a su mujer, Everett y sus compañeros se disfrazan de miembros de la banda Soggy Bottom Boys y, tras un problema con el mago imperial del Ku Klux Klan, quien los acusa de criminales y de que «el negro de la banda le vendió su alma al Diablo», el gobernador declara a los amigos inocentes de sus crímenes pasados y son aclamados por la multitud presente.
Más tarde, Everett y sus amigos van a buscar el anillo de bodas pero en la casa lo espera el siniestro personaje que Tommy había descrito anteriormente como el Diablo. Le intentan explicar que ahora son inocentes pues el gobernador los perdonó y que incluso fue anunciado por la radio, pero el Diablo les dice que «nosotros no tenemos radio».  Son capturados y preparados para ser ahorcados, pero una plegaria de último minuto de Everett trae consigo un milagro: un torrente de agua que arrastra todo a su paso y les da la oportunidad de escapar. Pete y Delmar declaran que fue el poder de Dios quien les salvó la vida pero Everett les explica que era la inundación que crearía el lago Arkabutla.
Luego, con el anillo, Everett habla con su mujer sobre la boda pero ella le dice que ese es el anillo de su tía y le ordena ir a buscar el verdadero, pero Everett cree que nunca lo encontrará en el fondo del lago. Ella le dice que «ese lago no es mi problema».
Una escena final muestra a una de las hijas de Ulysses mirando la vía del tren por la cual viaja el vidente ciego que los compañeros habían encontrado al principio de su aventura.